# Beol.hu
A Beol.hu  (teljes nevén Békés Megyei (Hírlap) Online) egy Békés vármegyei internetes hírportál, amely döntően a Viharsarokra és környékére fókuszál, elsősorban a fiatal, vagy középgenerációt célozva. A portál a Békés Megyei Hírlap internetes mutációja.

## Története
2004. november 16-án indult útjára a hírportál; az első napon 70 000 oldalletöltéssel. A tulajdonosa a németországi székhelyű Axel Springer SE lapkiadó magyar leányvállalata az Axel Springer-Budapest Kiadói Kft. volt, amely a Békés Megyei Hírlapot is birtokolja. A nyomtatott és az internetes lap is 2014-ben került át a Vienna Capital Partneren keresztül a Mediaworks Hungary Zrt.-hez.
A Beol.hu lényegében a Békés Megyei Hírlap  internetes verziója, mivel a cikkei nagy részben a BMH-ban is megjelennek. A Beol.hu indulása óta nem sok változáson esett át, a leglényegesebb változás, hogy 2006 óta már kommentálni is lehet a híreket.

## Felépítése
Mint az Axel Springer lapkiadó többi oldalához hasonlóan, itt is elég hasonlóan alakul a felépítés. A főoldalon található a legfontosabb kategóriák, amik a fejlécen találhatóak. Így, sorrendben: BEOL hírek, Közélet, Kultúra, Sport, Gazdaság, Kék hírek, bulvár. Ezekre rákattintva meg lehet tekinteni az e témakörbe tartozó cikkeket. Létezik még egy másféle csoportosítása is az oldalnak, Hírek,	
Multimédia, Helyi érték, Közösség, Online, Magazin és Program témakörökben.
Létezik saját keresőmotorja az oldalnak, ahol a BEOL, vagy az interneten található információkra kereshetünk rá. Ugyanígy van program- és filmkeresője is a BEOL-nak, ahol dátum és hely alapján kereshetünk. Galéria, blogok, bulifotók teszik színesebbé a szájtot. Az oldal időnként interjúalanyokat is hív online kérdésfeltevés, vagy riport készítéséhez. Ilyenkor az olvasók kérdezhetnek az alanyoktól.